# Callionymus reticulatus
Dragonnet réticulé
Espèce
Statut de conservation UICN

 LC  : Préoccupation mineure
Callionymus reticulatus, communément appelé le Dragonnet réticulé, est une espèce de poissons marins de la famille des Callionymidae.

## Systématique
L'espèce Callionymus reticulatus a été décrite en 1837 par le zoologiste français Achille Valenciennes (1794-1865).

## Répartition géographique
Le Dragonnet réticulé est présent dans l'Atlantique nord-est, de la mer du Nord à l'Espagne, ainsi que dans la partie ouest de la Méditerranée. Il est présent jusqu'à une profondeur de 110 m. Il a été observé en Suède en 2012.